# Mardin
Mardin (arabisk: ماردين, Mardīn, kurdisk: Mêrdîn, assyrisk: ܡܪܕܝܢ) er en by i det sydøstlige Tyrkiet; strategisk godt beliggende på en bjergtop 1.083 meter over havet med udsigt over det nordlige Syrien. Mardin er hovedstad i provinsen Mardin. 
Mardin er en multikulturel by, hvor der bor folk af mange forskellige etniske grupper. De største grupper er kurdere, arabere og assyrere. Kurderne udgør mindst 70% af befolkningen i provinsen, mens en artikel i Güneydogu Ekspres fra slutningen af 2024 estimerer, at tallet kan være op imod 85%.
Byen har ca. 129.864(2021) indbyggere  og er kendt for sin karakteristiske arkitektur i arabisk stil. 